# Каменные палаты (Венёв)
Каменные палаты — памятник архитектуры в городе Венёв Тульской области, одно из старейших зданий региона, в котором располагается Венёвский краеведческий музей. Построено в конце XVII — начале XVIII веков. Объект культурного наследия федерального значения.

## История
Здание каменных палат имело несколько периодов строения, о чём свидетельствует разная конфигурация проёмов, разная толщина стен и высота помещений, По версии исследователей, в первоначальном виде здание имело один этаж, второй, возможно, был неполным, в виде деревянного мезонина, о чём свидетельствует, начинающаяся в стене первого этажа, каменная узкая винтовая лестница, поднимающаяся вдоль свода на второй этаж. Архитекторы свидетельствуют, что она могла быть построена только одновременно со строительством дома. По одной из версий, здание могло принадлежать церкви и входило в число монастырских построек домом настоятеля, или главным административным зданием. По другой версии, здание возвёл купец для проживания своей семьи, о чём Логин Иванович Бакмейстер указывал, что в Венёве существовали «обывательские палаты».
Достоверные сведения начинаются с 1796 года, когда в здании располагалась лавка импортных тканей, венёвского купца Фёдора Расторгуева, но достоверно не известно, был ли купец владельцем здания. В 1804 году здание за 400 рублей серебром приобрёл городовой магистрат, у помещиков Солнцевых, но опять не сохранилось сведений, были ли они устроителями палат. После покупки сюда переезжает Городской магистрат и дума. При императоре Александре II была создана Городская управа, которая занимала две комнаты второго этажа, каждый этаж имел отдельный вход. В 1899 году весь первый этаж отдан для нужд военнослужащих. В различное время здесь размещались словесный суд и общественный банк.
После революции 1917 года в здании располагалась библиотека, на первом этаже для детей, на втором для взрослых, которая просуществовала до 1972 года. После 1945 года библиотека была уплотнена, и там находилось восемь различных организаций.
В 1972 здание палат передано под Венёвский краеведческий музей, который открылся для посещений в 1981 году.

## Архитектура
Каменные палаты, кирпичное двухэтажное здание с мезонином с толщиной стен до 90 сантиметров. Имеет коридорную систему с попарно расположенными комнатами, сводчатые перекрытия с остатками анфилады, винтовую внутри стенную междуэтажную лестницу. Архитектура фасада первого этажа выполнено в стиле русского барокко конца XVII века, со следами поздних переделок. Архитектура второго этажа в отличие от первого, выполнена с элементами классицизма, в стиле раннего петровского барокко начала XVIII столетия и подчёркивают главенствующее значение верхнего «господского этажа». Оба этажа выполнены с сохранением соосности проёмов и членений первого этажа. Обнаруженные остатки изразцов печи подтверждают датировку строительство второго этажа (около 1710-х годов). Изразцы по стилистике и выполнены по технологиям в голландском стиле, изготовленных в Стрельне, в первых петровских мастерских. Росписи изразцов произведена по типу голландских кафелей — кобальтом по белому фону, орнаментальной сеткой и пейзажами.

## В искусстве
В созвездии быка — художественный фильм Петра Тодоровского, снимался в марте 2002 года у Каменных палат.